# Grevillea angustiloba
Grevillea angustiloba är en tvåhjärtbladig växtart. Grevillea angustiloba ingår i släktet Grevillea och familjen Proteaceae.

## Underarter
Arten delas in i följande underarter:
- G. a. angustiloba
- G. a. wirregaensis